# 宝山寺 (顺昌)
26°53′13″N 117°40′22″E / 26.88694°N 117.67278°E
宝山寺大殿位于中国福建省南平市顺昌县大干镇上湖村宝山上，2001年被列为第五批全国重点文物保护单位。
宝山寺始建于元至正二十三年（1363年），明万历四十二年（1614年）重修，现存大殿为元代所建，山门、前殿、厢房和凉亭等建筑为清代重建。大殿为石质仿木结构建筑，面朝西北，面阔五间，进深四间，单檐悬山顶，脊檩下刻有“維大元至正二十三年癸卯歲七月廿八乙未良日己卯時募眾鼎建上祝”，其它位置还刻有十几段元明清题铭。